# 浦野一美
浦野一美（1985年10月23日—），出生於日本埼玉縣坂戶市，是日本女子偶像團體AKB48及SDN48的前成員。隸屬於經紀公司Production尾木。

## 人物．經歷
- 自我介紹詞是「喜歡我的人是內行人」「我是team B的大姐姐、CinDy浦野一美」。
- 暱稱「CinDy」是因為崇拜灰姑娘的緣故。所以也很喜歡佩戴王冠，不論是在公演之中或是部落格的圖片都可以看到她戴著王冠的樣子。
- 原本是team A的初期成員，作為支援成員而移到team B。因此是成員當中參加公演次數最多的。CinDy身為team B的組長及教育擔當獲得了很高的評價。
- 2007年10月，更換經紀公司為Production尾木，在劇場的舞台報告這件事時彷彿是將要畢業的氣氛，讓team B成員中有人以為是畢業發表而哭了，歌迷也十分擔心。
- 被team A的成員（1期生）叫做是「彩虹老太婆」。
- 在AKB48時代中，是team B最年長的成員，在AKB48全體當中也僅次於team K的大堀惠、野呂佳代，年紀排名第三。
- 2009年7月8日 - 13th單曲選拔總選舉結果：第17名，首度成為選拔成員。
- 2009年8月1日 - 與佐藤由加理、大堀惠、野呂佳代以SDN48的身分開始活動。
- 2009年8月23日所舉行的中，營運方宣布其自10月開始將完全移籍SDN48，並同時從AKB48畢業。
- 本身為獨生女。
- 2012年3月10日，秋元康於Google+宣布浦野一美成為走廊奔跑隊7的暫定成員。
- 2012年3月23日在AKB48演唱會中，初次以走廊奔跑隊7成員的身份正式與觀眾見面。
- 2012年3月31日在NHK Hall舉行的演唱會中從SDN48中畢業。
- 2013年3月31日宣布參加AKB48第32張單曲選拔總選舉

## 音乐作品

### CD單曲選拔

#### AKB48
- 櫻花的花瓣們
- Maybe是藉口

#### SDN48
- GAGAGA
- 收錄於請給我愛
  - 天國之門在第3次的打開（Under Girls A名義）
- 收錄於MIN·MIN·MIN
  - 喝了娘王香檳再說（Under Girls A名義）
  - Everyday、髮箍（SDN48 ver.）
- 在麻布十番勸說 duet with Monta Mino
- 毫不認輸Congratulation

### 劇場公演分組參與歌曲

#### AKB48
- TeamA 1st Stage「PARTY開始了」
  - 同班同學（2nd UNIT）
  - 接吻不行唷（1st UNIT）
- TeamA 2nd Stage「想見你」
  - 戀愛計劃
  - 里約的革命
- TeamA 3rd Stage「為了誰」
  - 騎士
- TeamB 1st Stage「青春女孩」
  - Blue rose
  - 放浪之夏
- TeamB 2nd Stage 「想見你」
  - 淚之湘南
  - 里約的革命
- TeamB 3rd Stage「睡衣兜風」
  - 鏡中的聖女貞德
- TeamB 4th Stage「偶像的黎明」
  - 天國小子

#### SDN48
- SDN48 1st Stage「誘惑的吊襪帶」
  - 悍馬女士

## 演出

### 電影
- 蠟筆小新：風起雲湧！唱歌屁股炸彈（2007年4月21日上映、東宝）

擔任幕後配音，飾演UNTI女性隊員（新人）。

### 電視劇
- 極道鮮師 第3部第3集（2008年5月3日、日本電視台）
- （2009年1月3日、朝日電視台） - 飾演
- （2009年1月8日 - 3月、朝日電視台） - 飾演
- （2009年4月10日 - 6月19日、TBS系、MBS制作） - 飾演 ()
- （2009年10月16日 - 12月18日、ABC電視台與朝日電視台共同製作） - 飾演 西尾里香
- 馬路須加學園 最後一集（2010年3月26日、東京電視台） - 飾演 馬路須加學園學生
- 警部補 矢部謙三 第三集（2010年4月23日、朝日電視台） - 飾演 本人
- （2010年8月24日、富士電視台） - 飾演 本人

### 綜藝節目
- AKB1時59分!!（2008年2月21日 - 3月27日、日本电视台）
- AKB0時59分!（2008年5月5日 - 26日、日本电视台）
- AKB48神TV（2008年7月13日 - 20日・8月31日 - 9月7日・28日・10月12日・12月24日）
- （2008年11月8日・2009年4月7日・6月16日、NHK教育台）
- AKB48+10!（2007年10月2日・12月2日・2008年4月5日 - 9月1日・2009年2月2日・9月12日 ）

### 特別節目
- 第58屆NHK紅白歌唱大賽（2007年12月31日、NHK綜合台・NHK BS-hi） - 以AKB48的身分在紅白初登場。
- （2008年8月31日、日本電視台）

### 動畫
- 蠟筆小新（2007年3月16日、朝日電視台）
  - 與大島麻衣・今井優・野呂佳代・一起，組成團體「 from AKB48」演唱片頭曲。

### 廣播
- （2007年11月19日・12月17日・2008年1月14日・5月5日・8月11日・25日・11月3日・2009年6月15日、文化放送）
- Holiday Special bayfm meets AKB48 3rd Stage〜REAL〜（2008年9月15日、bayfm）
- YAMAMAN presents MUSIC SALAD FROM U-kari STUDIO（日语：YAMAMAN presents MUSIC SALAD FROM U-kari STUDIO）（2009年2月25日、bayfm）
- CinDy Syndrome（2009年4月2日 - 2012年3月29日、bayfm）
- 走廊奔跑隊7（2012年3月25日 - 、不定期出演、日本放送）

### 舞台劇
- （2008年12月20日 - 25日）- 飾演 音木
- （2010年4月29日 - 5月5日）- 飾演 朝日奈輝乃
- （2010年8月14日） - 飾演 神樣
- 製作音樂劇「ACT泉鏡花」（2010年10月1日 - 24日）- 飾演 亀姫 & 其他
- DUMP SHOW!（2011年7月16日 - 31日：）- 飾演 小光(ひかる)
- （2011年10月6日 - 10日：） - 飾演 柚香(ゆずか)
- GO, JET!GO!GO!〜I LOVE YOU〜（2012年10月24日 - 28日）
- 眠れぬ町の王子様〜prince of the sleepless town〜（2012年11月28日 - 12月2日）
- 〜美浜青春グラフィティ〜「千葉魂（CHIBA SOUL）」（2013年3月15日・16日、千葉市美浜文化ホールメインホール）
- GO, JET!GO!GO!〜I LOVE YOUが言えなくて〜再演（2013年5月8日 - 12日）
- CORNFLAKES第10回記念公演「博士と太郎の異常な愛情」（2013年7月24日 - 30日）- 飾演 齊藤茜(斉藤あかね)
- 第10回東京パフォーマーズ倶楽部プロデュース公演 「浅草あちゃらか」（2013年11月7日 - 12月1日）- 飾演 福富涼子

### MV
- Aqua Timez（2009年）

### 活動
- （2009年3月15日、

## 外部連結
- 尾木製作官方個人資料 （页面存档备份，存于） （英文）
- AKB48 TeamOgi官方網頁 （日語）
- Yahoo!JAPAN 個人資料 （日語）
- official fanclub（Yahoo!） （日語）
- 浦野一美 official blog「Cinderella Magic」Powered by Ameba （页面存档备份，存于） （日語）
- 浦野一美 官方部落格 - GREE （页面存档备份，存于） （日語）
- 浦野一美 （页面存档备份，存于） - Google+ （日語）
- 浦野一美的X（前Twitter） （英文）